# خانم‌های پلیس
خانم‌های پلیس (انگلیسی: Miss & Mrs. Cops; کره‌ای: 걸캅스) فیلم جنایی کمدی سال ۲۰۱۹ محصول کره جنوبی است. این فیلم در ۹ مه ۲۰۱۹ منتشر شد.
عنوان اصلی این فیلم، گرل کاپس (Girl Cops) تجلیلی از مجموعهٔ تلویزیونی کره جنوبی سال ۱۹۹۳، تو کاپس (Two Cops) است.

## بازیگران

### بازیگران اصلی
- را می ران در نقش می یونگ[۴]
- لی سونگ کیونگ در نقش جی هه[۵]
  - لی ره در نقش جوانی جی هه

### بازیگران مکمل
- یون سانگ هیون در نقش جی چول
- سویونگ در نقش جانگ می
- یوم هه ران در نقش رئیس دپارتمان
- وی ها جون در نقش جونگ وو جون
- جو وو جه در نقش لی فیلیپ[۶]
- هان سو هیون در نقش کارآگاه کواک
- جون سوک هو در نقش کارآگاه اوه
- جو بیونگ کیو در نقش جوانترین کارآگاه
- آن چانگ هوان در نقش کانگ سانگ دو
- جو هه جو در نقش سو بین
- پارک سو اون در نقش سو جین
- لی جونگ مین در نقش چه سوک هی
- کانگ هونگ سوک در نقش کواک یونگ سوک
- کیم دو وان در نقش سونگ چان یونگ

### بازیگران مهمان
- ها جونگ وو در نقش صاحب متل
- آن جه هونگ در نقش رئیس هپی بالونز
- سونگ دونگ ایل در نقش رهبر تیم ۳

## تولید
فیلم‌برداری اصلی در ۵ ژوئیه ۲۰۱۸ آغاز شد و در ۲۷ سپتامبر ۲۰۱۸ به پایان رسید.

## انتشار
تا ۲۶ اوت ۲۰۱۹، این فیم در کل تعداد ۱٬۶۲۸٬۹۶۳ بلیط فروخت و درآمد ۱۱٬۳۷۸٬۲۲۵ دلار به دست آورد.